# Каменецький Михайло Шльомович
Михайло Соломонович Каменецький (н. 1933, Чернігів) — український учений-медик, організатор, доктор медичних наук, професор, завідувач кафедри променевої діагностики і терапії, керівник лабораторії вищої освіти Донецького Національного медичного університету.

## Біографія
Михайло Каменецький закінчив Київський медичний інститут, після чого працював лікарем-рентгенологом у Волинській області та Донецьку. У 1965 році захистив кандидатську дисертацію. У 1967 році перейшов на роботу до Донецького медичного інституту асистентом, в 1975 році став доцентом кафедри рентгенології (в подальшому — радіології). З 1987 по 2000 рр. — був завідувачем цієї кафедри. У 1989 році захистив докторську дисертацію. З 1994 по 2000 рік очолив наукову лабораторію з питань до дипломної підготовки лікарів МОЗ України.

## Наукова діяльність
Михайло Каменецький — засновник функціонального напряму в українській променевої діагностики. Він є одним з розробників українських державних стандартів медичної освіти і одним з ініціаторів введення на Україні ліцензійних тестових іспитів. Творець комп'ютерних програм з променевої діагностики, одна з яких демонструвалася на міжнародній виставці інформаційних технологій в Ганновері. Каменецький є автором понад 600 публікацій, в тому числі 18 монографій, понад 20 навчальних посібників і 5 винаходів. Підготував 3 докторів і 13 кандидатів наук.
Від 2000 мешкає у США, продовжує співпрацювати з лабораторією та кафедрою в Україні. Наукові дослідження: рання (доклін.) променева діагностика серцевих і легеневих захворювань, зокрема лівошлуночкової недостатності, набряку, дифузійних уражень легень, професійної патології шахтарів, удосконалення системи вищої медичної освіти.

## Праці
- Методологія викладання клінічних дисциплін. Д., 2003
- Государственные стандарты высшего образования и аттестации качества подготовки выпускников (на примере высшего медицинского образования). Москва; Д., 2004
- Рентґенологічні форми пневмоконіозу робітників вугільних шахт Донбасу та їх залежність від умов праці // Променева діагностика, променева терапія. 2008. № 3 (усі — співавт.)